# Segunda División de México 2004-05
La Temporada 2004-05 de la Segunda División de México fue la LV temporada de la historia de esta competición. El ciclo futbolístico fue dividido en dos torneos: Apertura y Clausura.
El conjunto de los Académicos de Atlas logró coronarse campeón en los dos torneos, por este motivo la filial rojinegra logró su ascenso directo a la Primera División 'A'. Mientras que Cachorros de la Universidad de Guadalajara, subcampeón del Clausura 2005, y equipo con el segundo mejor promedio de puntos en la temporada, debió jugar una promoción de ascenso contra Chivas La Piedad, sin embargo perdieron el partido y permanecieron en el tercer nivel del fútbol mexicano.

## Sistema de competición
La temporada se dividió en dos torneos cortos: Apertura (agosto a diciembre) y Clausura (enero a mayo). El sistema de competencias de los dos campeonatos se repartió en dos fases:
- Fase de clasificación: estuvo integrada por el periodo de jornadas de la temporada regular en un número que varió entre las 12 y las 15 fechas dependiendo del total de conjuntos que se integraron en cada grupo.
- Fase de liguilla: se jugó en series de partidos de ida y vuelta durante las fases de Octavos, Cuartos de final, Semifinales y Final.

### Fase de clasificación
La fase de clasificación dividió a los 68 equipos participantes en cinco grupos dependiendo su ubicación geográfica, lo que derivó que hubiera un número de entre 12 y 15 clubes según el reparto.
Durante esta etapa se siguió el sistema de puntos, los cuales se otorgaron de acuerdo a los resultados que se desarrollaron durante las jornadas del campeonato y se obtuvieron de la siguiente manera:
- Por juego ganado: 3 puntos
  - Si se dio el caso de que un equipo visitante ganara su partido por una diferencia de dos goles, se otorgó un punto adicional como premio. Esto únicamente aplicó en los partidos ganados de forma deportiva.
- Por juego empatado: 1 punto
  - En caso de existir un empate de dos goles o más, los equipos participantes debieron disputar una serie de tiros penales, el ganador de dicha fase obtuvo un punto adicional de acuerdo a lo establecido en el Artículo 31 del Reglamento de la Segunda División.
- Por juego perdido: 0 puntos

La tabla general de cada grupo determinó a los clasificados por el número de puntos en orden descendente. En los caso en los que dos o más equipos terminaron el periodo regular con empate a puntos se procedió a los siguientes criterios para definir la posición final:
1. Mejor diferencia de goles entre los anotados y los recibidos.
2. Mayor número de goles anotados.
3. Enfrentamientos directos entre los clubes involucrados.
4. Mayor número de goles anotados como visitante.
5. Mejor ubicación en la tabla general de cocientes.
6. Tabla fair play (menor cantidad de amonestaciones y/o expulsiones)
7. Sorteo

Al finalizar el torneo regular pasó a tomarse en cuenta la tabla general de clasificación para determinar el orden en el cual los equipos debieron enfrentarse durante las rondas finales, siendo los primeros clasificados los que tuvieron la ventaja de jugar los partidos de vuelta en terreno local.

### Fase final

#### Liguilla de Ascenso
La fase de liguilla de ascenso fue jugada por 16 clubes: los tres primeros lugares de cada uno de los cinco grupos y el club que terminó en el mejor cuarto lugar.
Los 16 clubes participantes fueron reubicados de acuerdo con su posición en la tabla general del campeonato, desde el primer clasificado hasta el #16. La ronda de octavos de final fue determinada a través de un sorteo. A partir de esta fase las llaves siguieron la siguiente fase:
- Octavos de final
- Cuartos de final
- Semifinales
- Final

En cada fase los clubes vencedores fueron aquellos que anotaron la mayor cantidad de goles durante los dos partidos, en los casos en los que existió un empate en el marcador de la serie, se pasó a determinar al ganador de acuerdo con el número de tantos que anotó en juego de visitante, en caso de continuar la igualada se pasó a definir al ganador por una serie de tiros penales.
Los partidos correspondientes a la Fase final se jugaron obligatoriamente los días miércoles y sábado, y jueves y domingo eligiendo, los equipos mejor clasificados pudieron elegir la fecha y hora predilectas para la disputa de su partido de vuelta, mientras que el resto de clubes únicamente pudo elegir el horario de acuerdo con la fecha establecida en el reglamento.
El campeón del torneo fue el ganador de la liguilla. Al existir dos torneos por temporada, fue necesaria la celebración de una serie final para determinar al equipo campeón de la temporada, este conjunto a su vez fue acreedor del ascenso a la Primera División 'A'.

#### Liguilla de Filiales
La federación determinó la celebración de una liguilla de filiales en la que participaron los ocho clubes filiales con mejor clasificación al finalizar la temporada, fueron considerados como filiales aquellos conjuntos que representan al segundo equipo de un club establecido en la Primera División o en la Primera 'A'. Por este motivo, este título se consideró simbólico ya que el ganador carecía de cualquier derecho a promocionar a una categoría superior.
El sistema de juego fue similar a la Liguilla de Ascenso, únicamente se debe destacar que en este caso se inició en la fase de cuartos de final, manteniendo los mismos reglamentos y disposiciones.

### Tabla de Cocientes
Se siguió la tabla de cocientes para determinar al conjunto que descendió a la Tercera División, siendo relegado a la categoría inferior el equipo con el peor coeficiente al dividir puntos obtenidos entre los partidos jugados, a diferencia de las divisiones superiores, en este caso únicamente se aplicó a los resultados obtenidos durante la temporada.

## Equipos participantes[1]
La temporada contó con la participación de 68 equipos que se repartieron en cinco grupos de acuerdo a sus zonas geográficas: Sur, Centro, Bajío, Occidente y Norte. Los clubes contendientes se repartieron de la siguiente manera.

### Zona Sur
| Equipo                          | Ciudad                         | Estadio                           |
| ------------------------------- | ------------------------------ | --------------------------------- |
| Albinegros de Orizaba           | Orizaba, Veracruz              | Socum                             |
| Delfines de Coatzacoalcos B     | Coatzacoalcos, Veracruz        | Rafael Hernández Ochoa            |
| Delfines de la UNACAR           | Ciudad del Carmen, Campeche    | Unidad Deportiva UNACAR Campus II |
| Inter Playa del Carmen          | Playa del Carmen, Quintana Roo | Mario Villanueva Madrid           |
| Jaguares de Tabasco             | Comalcalco, Tabasco            | Antonio Valenzuela Alamilla       |
| Jaguares de Tapachula           | Tapachula, Chiapas             | Olímpico de Tapachula             |
| Ocelotes UNACH                  | Tuxtla Gutiérrez, Chiapas      | Víctor Manuel Reyna               |
| Petroleros de Minatitlán        | Minatitlán, Veracruz           | Emiliano Zapata                   |
| Real Coatzacoalcos              | Coatzacoalcos, Veracruz        | Rafael Hernández Ochoa            |
| Tiburones Blancos de Xalapa     | Xalapa, Veracruz               | Antonio M. Quirasco               |
| Tigrillos de Chetumal           | Chetumal, Quintana Roo         | 10 de Abril                       |
| Universidad del Golfo de México | Orizaba, Veracruz              | Universidad del Golfo de México   |
| Universidad Autónoma de Hidalgo | Pachuca, Hidalgo               | Revolución Mexicana               |

### Zona Centro
| Equipo                | Ciudad                         | Estadio                               |
| --------------------- | ------------------------------ | ------------------------------------- |
| América Coapa         | México, D.F.                   | Instalaciones Club América Cancha 2   |
| Astros de Cuernavaca  | Cuernavaca, Morelos            | Centenario                            |
| Atlante Naucalpan     | Naucalpan, Estado de México    | Unidad Cuauhtémoc                     |
| Atlético Tapatío      | Chalco, Estado de México       | Arreola                               |
| Cañeros del Zacatepec | Zacatepec, Morelos             | Agustín Coruco Díaz                   |
| Cruz Azul Hidalgo     | Jasso, Hidalgo                 | 10 de diciembre                       |
| Cuautitlán            | Cuautitlán, Estado de México   | Los Pinos                             |
| CD Cuautla            | Cuautla, Morelos               | Isidro Gil Tapia                      |
| Pachuca "B"           | Pachuca, Hidalgo               | Hidalgo                               |
| Potros UAEM           | Toluca, Estado de México       | Universitario Alberto "Chivo" Córdoba |
| Puebla FC B           | Santa Isabel Cholula, Puebla   | Santa Isabel                          |
| Pumas Naucalpan       | Naucalpan, Estado de México    | La Cantera                            |
| Pumas Prepa           | México, D.F.                   | La Cantera                            |
| Real Huejutla         | Huejutla, Hidalgo              | Carlos Fayad Orozco                   |
| Tecamachalco          | Huixquilucan, Estado de México | Alberto Pérez Navarro                 |

### Zona Bajío
| Equipo                        | Ciudad                               | Estadio                              |
| ----------------------------- | ------------------------------------ | ------------------------------------ |
| Alacranes Rojos de Apatzingán | Apatzingán, Michoacán                | Unidad Deportiva Adolfo López Mateos |
| Atlético San Francisco        | San Francisco del Rincón, Guanajuato | Domingo Velázquez                    |
| Atlético San Julián           | San Julián, Jalisco                  | Unidad Deportiva Alberto Orozco      |
| Atlético San Luis             | San Luis Potosí, San Luis Potosí     | Plan de San Luis                     |
| Cachorros de León             | León, Guanajuato                     | Nou Camp                             |
| FC Celaya "B"                 | Celaya, Guanajuato                   | Miguel Alemán Valdés                 |
| CD Irapuato                   | Irapuato, Guanajuato                 | Sergio León Chávez                   |
| Misioneros de Jalpan          | Jalpan de Serra, Querétaro           | Unidad Deportiva Jalpan              |
| Necaxa "B"                    | San Juan de los Lagos, Jalisco       | Antonio R. Márquez                   |
| Petroleros de Salamanca B     | Salamanca, Guanajuato                | Olímpico sección 24                  |
| Teca - Naucalpan              | Naucalpan, Estado de México          | Unidad Cuauhtémoc                    |
| Unión de Curtidores           | León, Guanajuato                     | La Martinica                         |

### Zona Occidente
| Equipo                       | Ciudad                      | Estadio                           |
| ---------------------------- | --------------------------- | --------------------------------- |
| Académicos                   | Zapopan, Jalisco            | Atlas Colomos                     |
| Atlético Tecomán             | Tecomán, Colima             | Unidad Deportiva Norte            |
| Cachorros de la U. de G.     | Guadalajara, Jalisco        | Jalisco                           |
| Delfines Jalisco             | Guadalajara, Jalisco        | Parque Solidaridad Iberoamericana |
| Deportivo Autlán             | Autlán de Navarro, Jalisco  | Unidad Deportiva Chapultepec      |
| Deportivo Tepic              | Tepic, Nayarit              | Nicolás Álvarez Ortega            |
| Guadalajara B                | Zapopan, Jalisco            | Verde Valle                       |
| Jersy-Nay Ixcuintla          | Santiago Ixcuintla, Nayarit | Flores Magón                      |
| CF La Piedad                 | La Piedad, Michoacán        | Juan N. López                     |
| CFS Manzanillo               | Manzanillo, Colima          | Demetrio Madero                   |
| Monarcas Morelia B           | Morelia, Michoacán          | Cancha Anexa Estadio Morelos      |
| Pelicanos de Puerto Vallarta | Puerto Vallarta, Jalisco    | Agustín Flores Contreras          |
| Diablos Rojos Ciudad Guzmán  | Ciudad Guzmán, Jalisco      | Municipal Santa Rosa              |
| Tecos Tecomán                | Tecomán, Colima             | IAETAC                            |

### Zona Norte
| Equipo                                                | Ciudad                       | Estadio                        |
| ----------------------------------------------------- | ---------------------------- | ------------------------------ |
| Altamira FC                                           | Altamira, Tamaulipas         | Altamira                       |
| Abejas Reales de Tantoyuca                            | Tantoyuca, Veracruz          | Sanver                         |
| Astros de Ciudad Juárez                               | Ciudad Juárez, Chihuahua     | Olímpico Benito Juárez         |
| Atlético Lagunero                                     | Gómez Palacio, Durango       | Unidad Deportiva Gómez Palacio |
| Bravos de Nuevo Laredo                                | Nuevo Laredo, Tamaulipas     | Unidad Deportiva Benito Juárez |
| Cachorros de la UANL                                  | Zuazua, Nuevo León           | Instalaciones de Zuazua        |
| Archivo:Correcaminos UAT.png Correcaminos de la UAT B | Ciudad Victoria, Tamaulipas  | Marte R. Gómez                 |
| Durango B                                             | Durango, Durango             | Francisco Zarco                |
| FC Excélsior                                          | Salinas Victoria, Nuevo León | Centro Deportivo Soriana       |
| Rayados de Guadalupe                                  | Guadalupe, Nuevo León        | Unidad Deportiva La Talaverna  |
| Santos Laguna C                                       | Gómez Palacio, Durango       | Unidad Deportiva Gómez Palacio |
| Tampico Madero                                        | Tampico Madero, Tamaulipas   | Tamaulipas                     |
| Vaqueros de Apodaca                                   | Apodaca, Nuevo León          | Unidad Deportiva Centro        |

## Resultados
Véase: Anexo:Torneo Apertura 2004 Segunda División de México
Véase: Anexo:Torneo Clausura 2005 Segunda División de México
| Torneo        | Campeón    | Subcampeón               | Campeón de Filiales | Asciende a Primera A | Desciende a Tercera División |
| ------------- | ---------- | ------------------------ | ------------------- | -------------------- | ---------------------------- |
| Apertura 2004 | Académicos | Deportivo Autlán         | Guadalajara "B"     |                      |                              |
| Clausura 2005 | Académicos | Cachorros de la U. de G. | Guadalajara "B"     | Académicos           | Atlético San Julián          |

## Promoción de Ascenso
La promoción de ascenso enfrentó a Cachorros de la Universidad de Guadalajara. segundo mejor equipo de la temporada de Segunda División contra el equipo Chivas La Piedad, conjunto que quedó en el penúltimo lugar de la tabla de porcentaje de la Primera División "A". El equipo filial del Guadalajara logró permanecer en su categoría tras ganar la serie.
| 21 de mayo de 2005 | Cachorros U. de G. | 0:2 | Chivas La Piedad | Estadio Jalisco, Guadalajara |  |

| 28 de mayo de 2005                               | Chivas La Piedad | 2:1 | Cachorros U. de G. | Estadio Jalisco, Guadalajara |  |
| Chivas La Piedad permanece en Primera División A |                  |     |                    |                              |  |